# Ortòsia
Ortòsia (en llatí Orthosia, en grec antic Ὀρθωσία) era una ciutat de Síria a l'antic territori de Fenícia, que esmenten Estrabó i Claudi Ptolemeu, propera al riu Eleutheros, entre Simira i Trípoli.
Segons Estrabó era a la part nord de Fenícia, i Pelúsion estava situada a l'extrem sud. Entre les dues ciutats, segons Artemidor d'Efes, hi havia 3.650 estadis. Claudi Ptolemeu diu que Ortòsia i Simira estaven situades al sud del riu Eleutheros, i Estrabó les situa al nord. A la Taula de Peutinger Ortòsia està situada al sud d'Antarados i al nord de Trípoli. Es conserva una moneda de l'època d'Antoní Pius on es veu la deessa Astarte posant el peu damunt d'un riu, per indicar la situació d'Ortòsia, construïda a la part nord del riu, a mig quilòmetre del mar. Les serralades del Mont Líban arriben gairebé fins a la costa, i la ciutat controlava l'únic pas de la via que anava des de l'interior de Fenícia fins a la costa, i per això era un punt estratègic, que la convertí en una ciutat pròspera.
Al nord del riu Eleutheros, modern Nahr al-Berd, hi ha restes d'una ciutat antiga que actualment s'anomena Ortosa. Les seves ruïnes es van descobrir al segle xix i ràpidament es van associar a les de l'antiga ciutat.